# François Hinard
François Hinard (* 27. September 1941 in Neuilly-sur-Seine; † 19. September 2008) war ein französischer Althistoriker.
François Hinard machte 1967 seine Lehramtsprüfung in den Geisteswissenschaften und war anschließend Lehrer an einem Gymnasium in Poissy. Von 1972 bis 1983 war er Assistent für Latinistik an der Universität Charles-de-Gaulle in Lille. 1982 promovierte er mit dem Thema Proscriptions de la Rome républicaine und war dann Dozent für Französisch an der Universität Paris X und für Latein an der Universität in Le Mans. Von 1981 bis 1990 war er Professor für Alte Geschichte an der Militärschule Saint-Cyr. Von 1983 bis 1989 lehrte Hinard Römische Geschichte und Archäologie an der Universität Caen. Von 1989 bis 2008 war er Professor an der Sorbonne.
Hinard beschäftigte sich in seinen Forschungen insbesondere mit der Zeit und der Diktatur Sullas. Dabei interessierte er sich besonders für die Opfer der Proskriptionen und ihren Nachkommen als auch für Sullas Bild in der antiken Historiographie.

## Schriften
- Rome, la dernière République. Recueil d’articles (= Ausonius éditions. Scripta antiqua. Bd. 329). Textes réunis et présentés par Estelle Bertrand. de Boccard, Paris 2011, ISBN 978-2-356-13042-6.
- Sullana varia. Aux sources de la première guerre civile romaine. De Boccard, Paris 2008, ISBN 978-2-7018-0242-8.
- Des origines à Auguste. Fayard, Paris 2000, ISBN 2-213-03194-0.
- Les proscriptions de la Rome républicaine (= Collection de l’Ecole Française de Rome. Bd. 83). de Boccard u. a., Paris 1985, ISBN 2-7283-0094-1 (Teilweise zugleich: Paris, Sorbonne, Dissertation, 1982).
- Sylla. Fayard, Paris 1985, ISBN 2-213-01672-0.